# 新潟市の経済
新潟市の経済（にいがたしのけいざい）は、新潟県新潟市の市域における経済および産業の状況である。
当記事では、新潟市域における経済・産業の状況を日本標準産業分類に基づいて記載。新潟市域に本社を置く企業について、特に記載がない企業は中央区に本社が所在する。

## 概要

### 経済状況
新潟市は、周辺地域とともに新潟都市圏を形成しているが、2005年（平成17年）3月の合併により、主な通勤・通学圏内の市町村が新潟市へ編入されたため、市域人口と比べて都市圏人口はそれほど大きくない。2000年国勢調査の統計値をもとにした都市圏人口は、都市雇用圏（10%通勤圏）で約95万人、10%通勤・通学圏 で約99万人となっている。1.5%都市圏では約135万人。
以上のような定期的な人の移動を基準にした都市圏に対し、不定期的な人の移動、すなわち経済圏人口は約150万人規模と言われている。これらは既存政令市に比べて小さいが、全中核市よりは大きい。
市内にはかつて新潟証券取引所があった。主に県内主要企業の株式の売買が行われていたが、2000年（平成12年）3月に東京証券取引所に統合され閉鎖した。
古町のオフィスビルは、21階建のNEXT21を除けば10階建て前後の中低層ビルが主流である。対して新潟駅に近く眺望が良い信濃川沿いの地区では、1970年代中盤からマンションなどの高層建築が相次いで建設されている。2000年代中盤には当時の景気回復傾向と政令市特需、さらには都心回帰現象もあいまって中心部の各地区で中高層マンションの建設が活発化した。

### 新潟市の業務管轄地域
新潟市は、本州日本海側で最大規模の都市である。所属する地方としては、中部地方（社会科・地理での分類）、北陸地方（五畿七道の分類）、関東甲信越地方（経済ブロックの分類）、信越地方（郵政関係）、北信越地方（衆議院比例代表区北陸信越ブロック (PDF) ）、東北地方（国土形成計画法による分類）などが見られ、「北陸地方」または「信越地方」の場合に地方を管轄する業務中枢が置かれている。（→甲信越地方、中部地方#地方内の分類、新潟県なども参照）。
新潟市の政令市移行後は、歴史的につながりの深い山形県の庄内地方・置賜地方、福島県の会津地方などの隣接地域に経済圏をはじめとした影響拡大が起きることが期待されたが、2012年（平成24年）秋、新潟市内の3つの商工会議所（新潟商工会議所、亀田商工会議所、新津商工会議所）は、市域の経済活動について「政令市移行による経済効果を享受しているという実感に乏しい」と指摘し、新潟市に対し経済施策の強化などを引き続き要望している。

### 市内総生産
| 項目             | 実数 （億円） | 構成比 （%） | 対前年度 増加率 （%） |
| ---------------- | ------------- | ------------ | --------------------- |
| 市内総生産額     | 29,682        | -            | △1.7                  |
| 産業分類別生産額 | 30,755        | -            | △1.7                  |
| 第一次産業       | 420           | 1.4          | △8.2                  |
| 第二次産業       | 5,358         | 17.4         | △2.3                  |
| 第三次産業       | 24,978        | 81.2         | △1.5                  |

| 項目                           | 実数 （億円） | 構成比 （%） | 対前年度 増加率 （%） |
| ------------------------------ | ------------- | ------------ | --------------------- |
| 第一次産業                     | 420           | 1.4          | △8.2                  |
| 農業                           | 396           | -            | △9.5                  |
| 林業                           | 3             | -            | 3.8                   |
| 水産業                         | 21            | -            | 24.2                  |
| 第二次産業                     | 5,358         | -            | △2.3                  |
| 鉱業                           | 99            | 0.3          | 3.3                   |
| 製造業                         | 3,743         | 12.2         | 2.0                   |
| 建設業                         | 1,516         | 4.9          | △11.9                 |
| 第三次産業                     | 24,978        | -            | △1.5                  |
| 電気・ガス・水道業             | 664           | 2.2          | △0.1                  |
| 卸売・小売業                   | 4,132         | 13.4         | △12.9                 |
| 金融・保険業                   | 1,804         | 5.9          | △1.2                  |
| 不動産業                       | 4,444         | 14.5         | 1.4                   |
| 運輸・通信業                   | 2,060         | 6.7          | 0.2                   |
| サービス業                     | 7,034         | 22.9         | △0.8                  |
| 政府サービス生産者             | 4,089         | 13.3         | 4.3                   |
| 対家計民間非営利サービス生産者 | 750           | 2.4          | 10.4                  |

※平成18年度データ、新潟市総務部「新潟市の市民経済計算」より

## 第一次産業

### 農業
新潟市は信濃川と阿賀野川の二大河川の下流部に位置し、平地が多く、海岸部には砂丘が発達している。市域の約半分を水田・田畑などの農地が占めており、農業も基幹産業の一つとなっている。
市域内の農家の戸数は13,797戸（2005年）で、耕地面積は34,100ha（2008年）にのぼる。特に水田面積は29,400ha（同）と全国の市町村で最も広く、静岡県、鳥取県、高知県の各県全体のそれを大きく上回っている。農業産出額は655.3億円（2006年）で全国市町村3位、政令市としてはトップと群を抜いている。また食料自給率は63%（2005年）で、こちらも政令市としては最も高い。
こうした背景から新潟市は「田園型政令市」を標榜し、都市の将来像として、高次都市機能と豊かな農業資源とを融合させた「食と花の都 ～日本一豊かでにぎわいのある大農業都市～」を目指している。
市域では様々な農作物が栽培されている。このうち、収穫量もしくは出荷量が全国市町村10位以内に達しているものは下記の通り。
| 品目                 | 全国 市町村 順位 | 収穫量 （出荷量） | 市内の主な産地                   | 参考                             |
| -------------------- | ---------------- | ----------------- | -------------------------------- | -------------------------------- |
| 米（水稲）           | 収穫量 1位       | 144,700t          | 市内全域                         | 2位: 大仙市（秋田県）76,900t     |
| チューリップ（切花） | 出荷量 1位       | 13,300千本        | 北区、江南区、秋葉区、南区、西区 | 2位: 深谷市（埼玉県）12,900千本  |
| チューリップ（球根） | 出荷量 1位       | 7,390千球         | 北区、江南区、秋葉区、南区、西区 | 2位: 砺波市（富山県）6,210千球   |
| 花木（鉢物）         | 出荷量 1位       | 11,800千鉢        | 東区、江南区、秋葉区             | 2位: 田原市（愛知県）4,410千鉢   |
| 枝豆                 | 収穫量 2位       | 2,560t            | 秋葉区、南区、西区               | 1位: 鶴岡市（山形県）3,790t      |
| ナシ（日本梨）       | 収穫量 2位       | 8,760t            | 江南区、南区、西蒲区             | 1位: 福島市（福島県）13,200t     |
| ユリ（球根類）       | 出荷量 3位       | 1,880千球         | 江南区、秋葉区                   | 1位: 和泊町（鹿児島県）4,130千球 |
| ダイコン             | 収穫量 5位       | 28,494t           | 北区、西区                       | 1位: 三浦市（神奈川県）74,603t   |
| カブ                 | 収穫量 6位       | 2,900t            | 西区                             | 1位: 柏市（千葉県）15,000t       |
| ナシ（西洋梨）       | 収穫量 6位       | 959t              | 江南区、南区、西蒲区             | 1位: 天童市（山形県）3,740t      |
| スイカ               | 収穫量 7位       | 12,900t           | 北区、西区、西蒲区               | 1位: 植木町（熊本県）20,200t     |

※平成18年 農林水産省 農林水産関係市町村別データより
この他栽培されている農作物のうち、出荷量が多いものは下記の通り。
| 品目                 | 収穫量 （出荷量） | 市内の主な産地       | 参考                                                                    |
| -------------------- | ----------------- | -------------------- | ----------------------------------------------------------------------- |
| 大豆                 | 1,450t            | 秋葉区、南区、西蒲区 |                                                                         |
| 葉たばこ             | 971t              | 北区、西区、西蒲区   |                                                                         |
| トマト               | 4,850t            | 北区、南区、西蒲区   |                                                                         |
| なす                 | 1,950t            | 北区、江南区         |                                                                         |
| きゅうり             | 4,670t            | 北区、南区、西蒲区   |                                                                         |
| 食用菊（カキノモト） | - t               | 南区                 |                                                                         |
| 桃                   | 1,310t            | 南区、西蒲区         |                                                                         |
| 柿                   | 2,870t            | 秋葉区、西蒲区       | 主に「八珍柿」と呼ばれる平核無柿を栽培。 秋葉区に八珍柿の原木が存在する |
| ぶどう               | 1,670t            | 江南区、南区         |                                                                         |
| メロン               | - t               | 北区、西区、西蒲区   |                                                                         |

※平成18・19年 新潟農林水産統計年報より

### 漁業
新潟市は日本海に面し、信濃川と阿賀野川の二大河川が流れる地形もあいまって、古くから漁業も盛んである。

#### 海面漁業
新潟港西港区の万代島には漁港区が設けられ、沿岸漁業・沖合漁業の基地となっている他、下越地方の海面漁業の中枢機能が置かれている。その他、市域には下記の4箇所の漁港が所在し、いずれも沿岸漁業を行っている。新潟漁業協同組合は、市域を含む下越全域と中越全域の漁業を管轄している。
第1種漁港（新潟市が管理）
- 松浜漁港: 北区の阿賀野川右岸河口部、新井郷川分水路河口部
- 新川漁港（五十嵐新川漁港）: 西区の新川河口部
- 巻漁港 : 西蒲区越前浜

第2種漁港（新潟県が管理）
- 間瀬漁港 : 西蒲区間瀬

#### 内水面漁業
一方、内水面漁業は信濃川、阿賀野川の2河川と中央区の鳥屋野潟、西区の佐潟、御手洗潟の3湖沼が主な漁場となっている。年間の漁獲高は150t前後とごく小規模だが、信濃川ではサケの種苗生産を行っており、毎年稚魚の放流が行われている。

## 第二次産業

### 鉱業
市域周辺には古くから原油（油田）、天然ガス（ガス田）の滞留層が存在することが知られている。
秋葉区新津地区南東部の丘陵周辺には新津油田が存在し、古くから原油の採取が行われ、明治時代からは近代化が進んで機械掘りによる採掘が始まり、旧新津市には大手・中小を含め多くの事業者が油井や製油所を置き、大正時代には国内随一の産油量を記録した。しかし戦後は資源の枯渇から撤退が相次ぎ、1996年（平成8年）に全ての採掘を終え生産を停止している。1950年代以降には東新潟油ガス田や阿賀沖油ガス田に代表される大型油田の開発が進捗した。また新潟港の西港区には大手2社が大規模な石油精製プラントを置き、県内産原油や輸入原油の精製が行われていた。原油の年間輸入量は1960年代の約400万klをピークに、その後は設備の老朽化やコスト増などによって漸減し、1999年（平成11年）に相次いで精製業務を取り止めている。
また海岸線沿いや水田地帯では、地下水に溶融する水溶性天然ガスを分離して採取する小規模なガス井が稼働し、旧農村部では天然ガスを自家採取して使用する家庭が多く見られた。また新潟交通では戦後のエネルギー供給不足を賄うため、市内を走る路線バスの燃料として自社採取した天然ガスを1947年（昭和22年）から約12年間にわたって使用していた。しかし深刻な地盤沈下の進行によって1950年代後半からはガスの採取規制が執られ、1970年（昭和45年）からは自家用ガス井の使用も原則禁止された（この間、編入市域でも1963年から1978年にかけて規制条例が設けられている）。現在内陸部では県内外の数社が北区松浜・南浜地区、東区木戸地区、中央区関屋地区、西区黒埼地区などにガス井を設けて天然ガスの採取を続けているが、県・市は地盤沈下を防止するため、事業者に対してガス採取後の地下水を帯水層に還元圧入することを義務付けている。この地下水から三菱ガス化学の連結子会社の東邦アーステックが国内生産量の8%にあたるヨウ素を製造している。

### 建設業
- 福田組
- 本間組
- キタック（建設コンサルタント）

### 製造業
機械工業、金属工業、製紙業、化学工業、食品製造業など多種多様な工業が盛んであり、北陸工業地域の中核となっている。
「平成20年工業統計調査」によると、新潟市の事業所数（従業者4人以上）は1,281、従業者数は39,603人、製造品出荷額等は1兆1,168億円で、日本海側の市町村では富山市と並ぶ規模を有する。
- 石油ファンヒーター : ダイニチ工業（南区）
- 焼結製品 : ダイヤメット（東区）
- 仏壇 : 吉運堂、鈴木仏壇店、福宝（すべて南区）
- 造船 : 新潟造船（中央区）
- 工作機械・射出成形機 : ニイガタマシンテクノ（東区）
- エレクトロケミカル材料 : ナミックス（北区）
- 工業用ミシン部品 : 佐文工業所（江南区）
- 電源製品・LED照明 : 新潟電子工業（南区）

#### 食料品製造業
- 餅 : サトウ食品（東区）
- 米菓 : 亀田製菓（江南区）、栗山米菓（北区）、三幸製菓（北区）、末広製菓（西蒲区）
- 和菓子 : 丸屋本店、大阪屋（東区）
- アイスクリーム : セイヒョー（北区）
- 醤油 : 菱山六醤油（北区）、石山味噌醤油（南区）
- 蒲鉾 : 伏見蒲鉾（北区）、一正蒲鉾（東区）、大長蒲鉾、竹徳かまぼこ、マルス蒲鉾工業、大富
- 麺 : 関本製麺製粉工場、丸栄製粉（江南区）、坂井製粉製麺（東区）
- パン : 山重（西蒲区）
- 日本酒 : 石本酒造（越乃寒梅の蔵元、江南区）
- ビール : エチゴビール、新潟麦酒　（すべて西蒲区）
- ワイン : カーブドッチ（欧州ぶどう栽培研究所）、ドメーヌ・ショオ、フェルミエ、カンティーナ・ジーオセット（セトワイナリー）　（すべて西蒲区）

#### 印刷・同関連業
- 第一印刷所
- タカヨシ

#### その他
- 関根製作所

## 第三次産業
新潟市の産業のうち、総生産額で8割を占める。

### 電気・ガス・熱供給・水道業
- 北陸ガス

### 情報通信業

#### 映像・音声・文字情報制作業
各種コンテンツ制作
映像制作
- 時空映像

アニメーション制作
アニメーション制作ではプロダクション・アイジーとマジックバスが新潟市内にスタジオを持つ他、以下の2社が新潟市内に本社を置いている。
- スノーライトスタッフ
- 新潟アニメーション

新聞
- 新潟日報社（西区）

出版業
| - 新潟日報事業社 - 西村書店（医学書、芸術書） - 考古堂書店（医学書） | - 財界にいがた - ニューズ・ライン - 月刊新潟Komachi（タウン情報誌） - 新潟WEEK!（タウン情報誌） - 月刊くるまる（タウン情報誌） | - ジョイフルタウン - 月刊にいがた（タウン情報誌） - Pas magazine - Cast |

フリーペーパー
| - テクスファーム - 新潟美少女図鑑 - Huku:Huku - CRAS - ケー・シー・シー - 新潟情報 - ビスケ | - リクルート - ホットペッパー - タウンワーク - ピーエイ - JOBPOST - とくっぴ - アスコム(アスコム (出版社)) | - CUT IN（FM KENTO） - assh（新潟日報社） - DooS（ピーアイティ） - にいがた不動産情報 くらしーの（アイピー） - happy pass（ビューズ） - 求人ジャーナル |

### 運輸・郵便業
運輸業
- 新潟交通
- 新潟運輸
- 中越運送
- リンコーコーポレーション

### 卸売・小売業
卸売・小売業の「平成19年商業統計調査」では、新潟市の事業所数は10,759、従業者数は81,307人、年間商品販売額は3兆5,719億円に上る。
百貨店
- 新潟三越伊勢丹

スーパーマーケット
- ウオロク
- 清水商事（清水フードセンターを経営）
- キューピット（東区）
- ウオエイ
- にいつフードセンター（秋葉区）
- 丸大

ドラッグストア
- 星光堂薬局（クスリのセイコードー、ドラッグトップス）

書店
- トップカルチャー（TSUTAYAのメガフランチャイジー）（西区）

家具店
- 山下家具店

ホームセンター
- コメリ（南区）
- ひらせいホームセンター

リサイクル販売
郊外型店舗
- 原信マーケットシティ河渡
- 松崎マーケットシティ（GARDEN MATSUZAKI、新松崎ストリート）
- 原信マーケットシティ赤道
- フレスポ赤道

### 金融・保険業

#### 金融機関
都市銀行では、みずほ銀行・三菱UFJ銀行・三井住友銀行の3行が新潟市内に支店を置いている。信託銀行はみずほ信託銀行・三井住友信託銀行の2行が支店を置いている。また、地方銀行では第四北越銀行が市内に本店を置いている他、3行が新潟市内に支店を置いている。第二地方銀行も2行が新潟市内に支店を置いている。
市内に本店を有する金融機関
| - 第四北越銀行 - 新潟信用金庫 - 新潟縣信用組合 - 興栄信用組合 - はばたき信用組合 - 巻信用組合 | - 新潟県労働金庫 - 新潟県信用農業協同組合連合会 - 新潟かがやき農業協同組合 - 新潟市農業協同組合 |

市内に支店を持つ金融機関
| - 都市銀行 - みずほ銀行 - 三菱UFJ銀行 - 三井住友銀行 - 地方銀行 - 秋田銀行 - 東邦銀行 - 北陸銀行 - 信託銀行 - みずほ信託銀行 - 三井住友信託銀行（2支店あるが、2016年4月よりブランチインブランチにて営業） | - 第二地方銀行 - 大光銀行 - きらやか銀行 - 信用金庫 - 三条信用金庫 - 新発田信用金庫 - 加茂信用金庫 - 信用組合 - 協栄信用組合 - 横浜幸銀信用組合 | - 証券会社 - 第四北越証券 - 岡三にいがた証券 - 野村證券 - SMBC日興証券 - 大和証券 - みずほ証券 - 三菱UFJモルガン・スタンレー証券 - 丸三証券 - 東海東京証券 - その他 - 商工組合中央金庫 - ゆうちょ銀行 - 日本政策金融公庫 - 東日本信用漁業協同組合連合会 |

### 不動産・物品賃貸業
物品賃貸業
- 北日本建材リース（重仮設材リース）（北区）

### 宿泊・飲食サービス業

#### 宿泊業
- 新潟グランドホテル
- ホテルディアモント

#### 飲食店
- キタカタ

### 生活関連サービス業、娯楽業

#### 娯楽業
興行
- ナマラエンターテイメント
- 柳都アーティストファーム

その他の娯楽業
芸ぎ業
- 柳都振興

### 教育、学習支援業

#### その他の教育，学習支援業
教養・技能教授業
音楽教授業
- ニイガタ・パフォーマンス・スクール

## 特別区域
新潟市は2014年（平成26年）3月28日に国家戦略特別区域「大規模農業の改革拠点」の指定を受けている。2015年（平成27年）6月までに6事業者が参入し、2015年6月9日に新たに5事業者の参入を決定した。
参入事業者
| 事業者名                     | 参入日       | 業種                   | 事業所 | 事業内容                                                       | 備考  |
| ---------------------------- | ------------ | ---------------------- | ------ | -------------------------------------------------------------- | ----- |
| ローソンファーム新潟         |              | 農業生産法人           | 江南区 |                                                                |       |
| セブンファーム新潟           | 2015年6月9日 | 農業生産法人           | 江南区 | 店舗から出た生ごみで作った堆肥を使い、ジャガイモなど野菜を生産 | [ 6 ] |
| 新潟クボタ                   | 2015年6月9日 | 農業機械販売           | 中央区 | 市内農家と連携し輸出用米の生産、耕作放棄地での小麦の栽培       | [ 6 ] |
| WPPC                         | 2015年6月9日 | ペレット製造業         | 秋葉区 | 輸出用のコケの栽培                                             | [ 6 ] |
| アイエスエフネットライフ新潟 | 2015年6月9日 | 障害者就労支援サービス | 中央区 | イチジクなどのを栽培し、障害者の就労の場とする                 | [ 6 ] |
| ars-dining                   | 2015年6月9日 | 農業生産法人           | 東区   | 新規事業を検討                                                 | [ 6 ] |

## 歴史

### 近代
- 1873年（明治6年）9月14日 - 第四国立銀行が設立される。
- 1877年（明治10年）4月5日 - 新潟米商会所が設立される。
- 1902年（明治35年）10月1日 - 新潟米穀株式取引所が設立される。
- 1939年（昭和14年）12月 - 新潟株式取引所が設立される。
- 1943年（昭和18年）6月30日 - 新潟株式取引所が廃止。日本証券取引所が設立される。

### 現代
- 1949年（昭和24年）7月2日 - 新潟証券取引所が設立される。
- 1972年（昭和47年）7月 - 「シルバーボウルビル」のオープンを皮切りに、万代シテイが開業。
- 1989年（平成元年）2月1日 - 新潟中央銀行が発足。
- 1995年（平成7年） - ヨドバシカメラが進出[7]。
- 1999年（平成11年）10月2日 - 新潟中央銀行が経営破綻。
- 2000年（平成12年）3月1日 - 新潟証券取引所が廃止。上場していた企業は東京証券取引所に引き継がれる。
- 2001年（平成13年）11月27日 - 新潟鐵工所が東京地方裁判所に会社更生法の適用を申請、受理され、経営が破綻。
- 2005年（平成17年）11月30日 - ダイエー新潟店が閉店。
- 2007年（平成19年）
  - 3月2日 - 閉店したダイエー新潟店跡地にLoveLa万代が開業。ロフトやGAPが新潟に進出する。
  - 10月26日 - イオン新潟南ショッピングセンターが開店。
- 2010年（平成22年）
  - 1月31日 - 古町の老舗書店北光社が閉店。
  - 6月25日 - 大和 新潟店が閉店。
- 2013年（平成25年）
  - 5月10日 - 食品スーパー・パワーズフジミが経営破綻。
  - 6月14日 - 経営破綻したパワーズフジミの一部店舗をマックスバリュ東北が取得。7月26日に亀田店と笹口店が開店する。
- 2014年（平成26年）4月 - 西蒲区漆山企業団地で4社共同の航空機エンジン部品工場が完成し、稼働を開始する[8]。
- 2015年（平成27年）10月 - 新潟市にAKB48の姉妹グループの劇場がオープン、秋葉原・名古屋・大阪・福岡に続いて国内5箇所目となる。